# Белоозёрский национальный природный парк
Белоозёрский национа́льный приро́дный парк (укр.  Білоозерський національний природний парк) — национальный природный парк, расположенный на территории Бориспольского района Киевской области и Черкасского района Черкасской области (Украина).
Создан 11 декабря 2009 года. Площадь — 7 014,44 га.

## История
Национальный парк был создан согласно указу Президента Украины Виктора Ющенко № 1048/2009 11 декабря 2009 года.  Создан с целью сохранения, воспроизводства и рекреационного использования типичных и уникальных природных комплексов, имеющих важное природоохранное, научное, эстетическое, рекреационное и оздоровительное значения.

### Процесс создания
Согласно указу Виктора Ющенко, Кабинет министров Украины должен:
1) решить в шестимесячный срок в установленном порядке вопрос о реорганизации Государственной организации «Лесное хозяйство Белоозёрское» в национальный природный парк «Белоозёрский»;
2) обеспечить:
- утверждение в шестимесячный срок в установленном порядке Положения о национальном природном парке «Белоозёрский»;
- решения в течение 2010 года в соответствии с законодательством вопрос об изъятии и предоставлении в постоянное пользование национальному природному парку «Белоозёрский» 7014,44 гектара земель;
- разработки в течение 2010 года проекта землеустройства по отводу земельных участков и проекта по организации и установлению границ территории национального природного парка, изготовление государственных актов на право постоянного пользования земельными участками;
- разработку в течение 2010—2011 годов и утверждение в установленном порядке Проекта организации территории национального природного парка «Белоозёрский», охраны, воссоздания и рекреационного использования его природных комплексов и объектов;
- продолжение вместе с Киевской и Черкасской областными государственными администрациями работы по расширению территории национального природного парка «Белоозёрский» за счёт включения прилегающих земель, прежде всего лесного фонда;

3) предусматривать во время доработки проекта Закона Украины «О Государственном бюджете Украины на 2010 год» и подготовки проектов законов о Государственном бюджете Украины на следующие годы средства, необходимые для функционирования национального природного парка «Белоозёрский».

## Описание
Территория национального природного парка «Белоозёрский» согласована в установленном порядке, включение 7014,44 гектаров земель государственной собственности, которые изымаются у Государственной организации «Лесное хозяйство Белоозёрское» и предоставляются национальному природному парку в постоянное пользование.